# Ramón Martínez Pérez
Ramón Martínez Pérez (6 de febrer de 1929 - 6 de gener de 2017), també conegut com a Ramoní, va ser un futbolista espanyol. Va jugar de migcampista al Sevilla i al Granada de la Lliga. També va jugar al CD Màlaga i va jugar dues aparicions amb la selecció espanyola el 1952.
Martínez Pérez va morir el 6 de gener de 2017 a l'edat de 87 anys.